# 주방

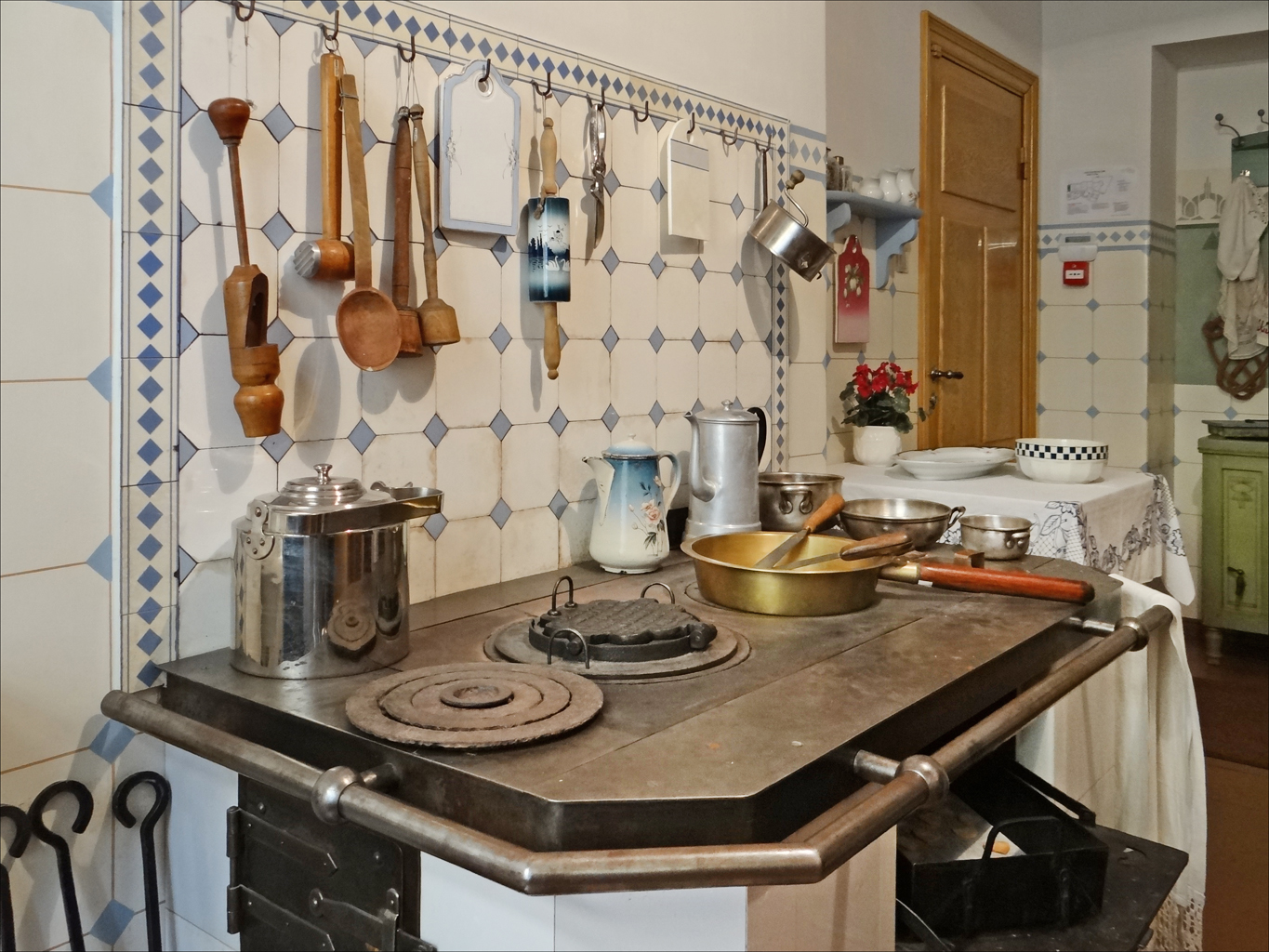
초기 20세기 미술관 주방

부엌 혹은 주방(廚房)은 집 안에서 음식을 만드는 장소이다. 때때로, 부엌은 음식을 만드는 것뿐만 아니라 음식을 먹는 장소로 이용되기도 한다. 한국어로 부엌은 줄여서 붴이라고도 한다.
재래식 주택에서는 재래식 부엌의 전통적인 구조상 여느 방과 지면의 높이의 차이가 있어서 이용시 불편한 점이 많았으나 점점 사용하기 편리한 형태와 주방 가구가 설치된 형태로 진화하였다. 종전에는 부엌과 거실을 서로 연결하는 문이 침실 문처럼 여닫이식인 형태가 많았다가 현대에는 공간상 더 효율적인 미닫이식으로 설치하거나 아예 문짝을 설치하지 않는 경우도 많다. 또한 주택에서는 부엌과 실외를 드나들 수 있도록 문을 더 설치한 경우가 대부분이고 큰 규모의 아파트에서는 부엌 옆에 발코니(노대)나 다용도실을 같이 두어서 사용하고 있다.
호텔이나 학교 등 여러 사람이 모이는 곳의 식당에 부속된 조리용 공간은 주방 또는 조리실이라고 부른다. 전라도 사투리로는 정재라고 가리킨다.

## 같이 보기
- 요리
- 식당
- 탕비실
- 팬트리